# Aracynthus
Genre
Aracynthus est un genre d'insectes hémiptères de la famille des Fulgoridae, de la sous-famille des Aphaeninae, de la tribu des Diloburini (Metkalf, 1938).

## Dénomination
- Le genre Aracynthus a été décrit par l'entomologiste suédois Carl Stål en 1866[1].
- L'espèce type du genre est Aracynthus sanguineus.

## Taxinomie
Le genre comporte 3 espèces :
- Aracynthus fulmineus Nast, 1950
- Aracynthus loicmatilei Bourgoin & Soulier-Perkins, 2001
- Aracynthus sanguineus (Olivier, 1791) espèce type

## Répartition
Les espèces de ce genre vivent en Guyane.